# Polly Tieck
Polly Tieck ist das Pseudonym von Ilse Amalie Ehrenfried (* 30. März 1893 in Berlin; † 1975 in Chile (?)) und war eine deutsche Journalistin. Sie veröffentlichte auch als Katta Launisch und Lieschen Lassdas.

## Leben und Leistungen
Ilse Ehrenfrieds Eltern waren der Arzt Dr. Josef Ehrenfried (* 1862 Warschau; † 1919 Berlin) und Eva Ehrenfried, geb. Bruck (* 1868 Frankenstein; † 1895 Berlin). Ehrenfried war eng befreundet mit dem Dichter Arthur Eloesser. In erster Ehe heiratete sie 1916 den Journalisten Hellmuth Falkenfeld (1893–1954). Aus dieser Ehe ging die 1917 geborene Tochter Eva hervor. In der Weimarer Republik arbeitete sie als Leiterin der Schnittmusterwerkstatt beim Ullstein Verlag in Berlin. Nachdem sie sich Mitte der 1920er Jahre zu etablieren begann und eine gefragte Feuilletonistin wurde, war sie nach der Machtergreifung der Nationalsozialisten, ähnlich wie Mascha Kaléko, Dinah Nelken und viele andere Zeitgenossinnen, gezwungen, sich aus dem Journalismus zurückzuziehen und konnte auch später nicht an die früheren Erfolge anknüpfen.
Stilistisch erinnern ihre Zeitungsbeiträge im Tage-Buch, der BZ am Mittag, dem Ulk und der Münchner Jugend an Irmgard Keun und Kurt Tucholsky. Sie traf in ihren Prosa-Skizzen präzise, witzig und sehr eloquent das Zeitgefühl der Durchschnittsfrau ihrer Zeit. Zu ihren besten Essays gehört eine freche und geistreiche Replik auf Tucholskys Artikel Was machen Menschen, wenn sie allein sind? mit dem Titel Was macht die Frau, wenn sie allein ist? (1926), in der sie behauptet, dass Tucholskys Beobachtungen nur auf Männer zutreffen. Sie versucht dabei, eine amüsante Kurz-Psychologie der mondänen Frau zu formulieren.
Am 27. Oktober 1931 heiratet sie in zweiter Ehe den Kaufmann Hans Georg Aufrichtig (* 1899 Berlin; † 1986 Viña del Mar; später Juan Aufrichtig). 1938 oder 1939 emigrierten die beiden nach Chile. Sie nahm die chilenische Staatsbürgerschaft an und lebte als Ilse Ehrenfried de Aufrichtig in Valparaíso und in Viña del Mar. Das Ehepaar Aufrichtig betrieb ein Modehaus und eine Damenschneiderei in Valparaíso und engagierte sich in jüdischen Organisationen. Im Exil schrieb sie unter anderem für den Aufbau.
Leben und Werk von Polly Tieck sind bisher weitgehend unerforscht, auch eine Anthologie mit Texten gibt es nicht. Renate Wall und Anna Rheinsberg haben sich in Arbeiten über schreibende Frauen mit ihr auseinandergesetzt. Im JUNI – Magazin für Literatur und Kultur erschien 2013 ein Werkverzeichnis und eine Auswahl ihrer Texte.

## Schriften
- Erich Singer (Hrsg.): Bänkelbuch: neue deutsche Chansons. E. P. Tal & Co., Wien 1929
  - darin S. 161–170: Ode an eine Telefonnummer; Kleine Klage; Fragen; Fremder Herr
- Selberschneidern – der neue Weg zu billigen Kleidern. Eine Anleitung zum Selberschneidern nach Schnittmustern für jedermann [auch den, der noch nicht schneidern kann]. Ullstein A.G., Berlin 1930 (Ullstein-Sonderheft, Nr. 161/62)
- Polly Tieck: Texte. Ausgewählt von Anne Martina Emonts. In: Gregor Ackermann (Hrsg.): Erzählte Wirtschaftssachen : Ökonomie und Ökonomisierung in der Literatur und im Film der Weimarer Republik (= Juni : Magazin für Literatur und Kultur), Heft 47/48 (2013). Aisthesis-Verlag, Bielefeld 2013. ISBN 978-3-89528-907-1, S. 251–278.